# Ābzā
Ābzā (persiska: آوِهزا, آبزا, Āvehzā) är en ort i Iran.   Den ligger i provinsen Ilam, i den västra delen av landet, 500 km väster om huvudstaden Teheran. Ābzā ligger 1 153 meter över havet och antalet invånare är 322.
Terrängen runt Ābzā är lite bergig. Runt Ābzā är det ganska tätbefolkat, med 149 invånare per kvadratkilometer. Närmaste större samhälle är Īlām, 17,2 km sydost om Ābzā. Omgivningarna runt Ābzā är i huvudsak ett öppet busklandskap.